# Ruhrgau
El Ruhrgau, també anomenat Duisburggau. fou un territori històric d'administració comtal a la zona del Ruhr. Al Ruhrgau pertanyien les àrees de les ciutats actuals d'Essen, Duisburg i Mülheim an der Ruhr, doncs la riba dreta del Rin almenys de la boca del Düssel fins a la boca del Ruhr què depenia la ciutat de Duisburg. Es va colonitzar després que els francs sotmetessin els saxons, i s'hi van assentar els francs ripuaris. Encara al segle IX la regió del Ruhr és qualificada de Ripuària abans que la nova denominació s'acabés imposant. El Ruhrgau era diferent al Rurgau.
Els comtes al Ruhrgau foren:
- Otó († després de 918), 904 comte al Ruhrgau, 912 comte al Lahngau (mitjà), germà del rei Conrad I d'Alemanya (dels Conradians)
- Erenfred II, testimoniat 942/966, † abans de 970, 942 comte al Zülpichgau, 945 comte al Bonngau, 950 comte al Ruhrgau/Keldachgau, 946/959 comte a Huy (Ezzons)
- Gerard Flamens, † 1082, comte al Ruhrgau 1057, comte al Hattuariergau 1067
- Herman II, comte palatí de Lotaríngia 1061-1085, comte al Ruhrgau i Zülpichgau, comte de Brabant
- Bernher, esmentat el 1093 i 1115